# Hyparrhenia
Hyparrhenia és un gènere de plantes de la família de les poàcies, ordre de les poals, subclasse de les commelínides, classe de les liliòpsides, divisió dels magnoliofitins.
L'única espècie autòctona als Països Catalans és l'albellatge (Hyparrhenia hirta).

## Taxonomia

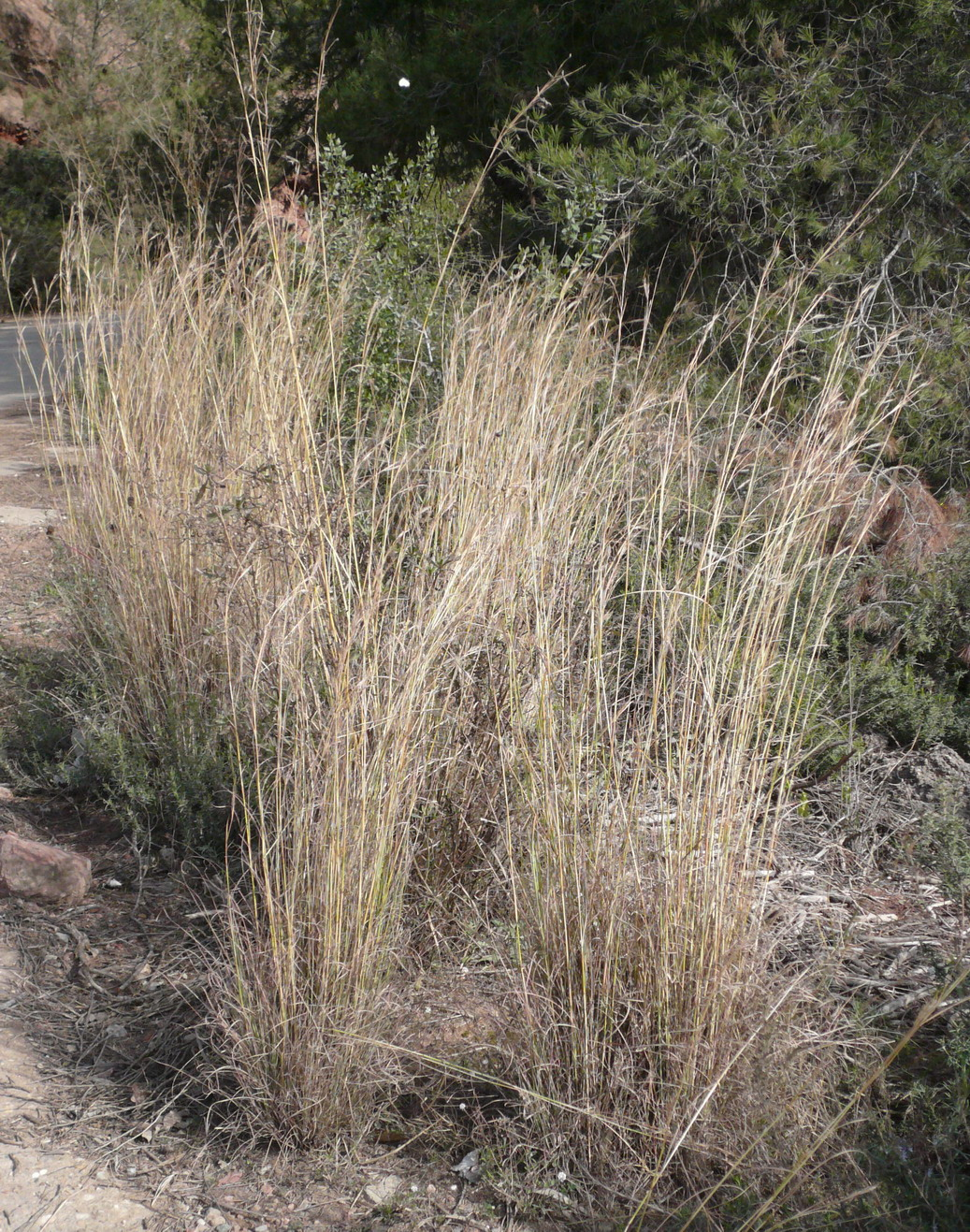
Albellatge (H. hirta) al Papiol

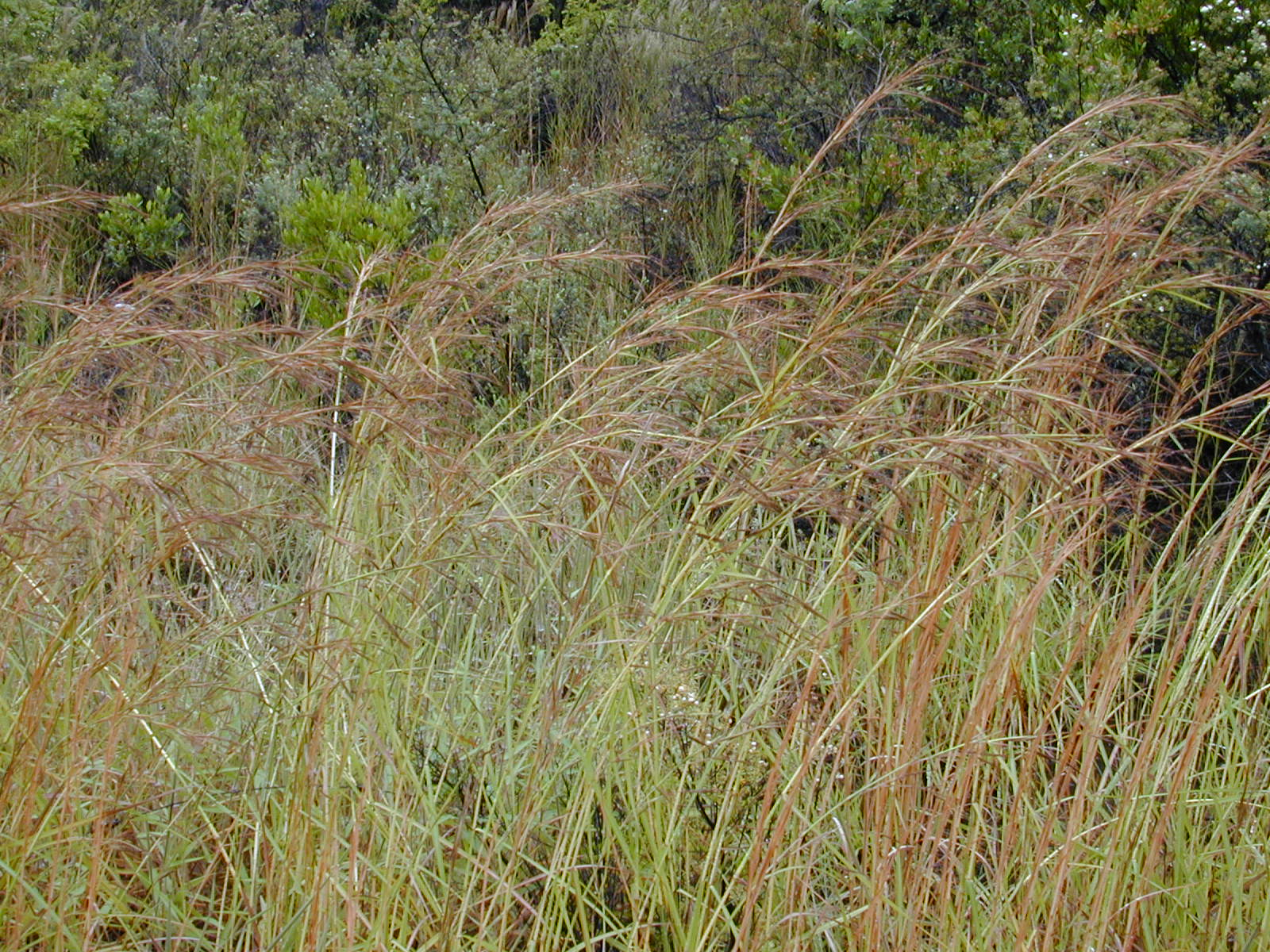
Hyparrhenia rufa a les illes Hawaii

Llista completa d'espècies del gènere:
- Hyparrhenia anamesa
- Hyparrhenia andongensis
- Hyparrhenia anemopaegma
- Hyparrhenia anthistirioides
- Hyparrhenia arrhenobasis
- Hyparrhenia bagirmica
- Hyparrhenia barteri
- Hyparrhenia bracteata
- Hyparrhenia claytonii
- Hyparrhenia coleotricha
- Hyparrhenia collina
- Hyparrhenia confinis
- Hyparrhenia coriacea
- Hyparrhenia cyanescens
- Hyparrhenia cymbaria
- Hyparrhenia dichroa
- Hyparrhenia diplandra
- Hyparrhenia dregeana
- Hyparrhenia dybowskii
- Hyparrhenia exarmata
- Hyparrhenia familiaris
- Hyparrhenia figariana
- Hyparrhenia filipendula

- Hyparrhenia finitima
- Hyparrhenia formosa
- Hyparrhenia gazensis
- Hyparrhenia glabriuscula
- Hyparrhenia gossweileri
- Hyparrhenia griffithii
- Hyparrhenia hirta
- Hyparrhenia involucrata
- Hyparrhenia madaropoda
- Hyparrhenia mobukensis
- Hyparrhenia multiplex
- Hyparrhenia neglecta
- Hyparrhenia newtonii
- Hyparrhenia niariensis
- Hyparrhenia nyassae
- Hyparrhenia papillipes
- Hyparrhenia pilgeriana
- Hyparrhenia pilosa
- Hyparrhenia poecilotricha
- Hyparrhenia praetermissa
- Hyparrhenia quarrei
- Hyparrhenia rudis
- Hyparrhenia rufa
- Hyparrhenia schimperi
- Hyparrhenia smithiana
- Hyparrhenia subplumosa
- Hyparrhenia tamba
- Hyparrhenia tuberculata
- Hyparrhenia umbrosa
- Hyparrhenia variabilis
- Hyparrhenia violascens
- Hyparrhenia welwitschii
- Hyparrhenia wombaliensis

## Sinònim
Dybowskia Stapf.